# Colobosaura modesta
Colobosaura modesta is een hagedis uit de familie Gymnophthalmidae. De wetenschappelijke naam van de soort werd in 1862 als Perodactylus modestus gepubliceerd door Johannes Theodor Reinhardt en Christian Frederik Lütken.
De soort komt voor in delen van Zuid-Amerika, te weten in Brazilië en Paraguay. In Brazilië komt de hagedis voor in de staten Minas Gerais, Bahia, São Paulo, Goiás, Mato Grosso do Sul, Mato Grosso, Maranhão, Para, Distrito Federal, Ceará en Piauí.